# 2014年莎车县暴恐袭击案
2014年莎車縣暴恐襲擊案，是指于2014年7月28日发生在新疆维吾尔自治区喀什地区莎车县的一起大规模袭击事件，中华人民共和国政府将此事件定性为“恐怖袭击”。
中国大陆媒体在8月2日曾通報新疆莎車縣7月28日的暴力事件情況：案件致37名民眾遇害，59名暴徒被擊斃。但有組織宣稱死亡人數實際更多，熱比婭·卡德爾声称至少2千人，不过无法得到证实。
新华社下属新华网记者从新疆警方获悉，这是一起有组织，有预谋，计划周密，性质恶劣的严重暴力恐怖袭击案件，此后11月28日及2015年組織計劃再次發動恐怖袭擊，但前者被正在附近巡逻的公安民警包抄处置，后者也被有效处置。

## 事件经过

### 中国大陆媒体报道
7月28日凌晨，暴徒袭击艾力西湖镇政府、派出所，并有部分暴徒窜至荒地镇，打砸焚烧过往车辆，砍杀无辜群众。官方通讯社新华社报道时仅称事件造成数十名维汉族群众伤亡，31辆车被打砸，其中6辆车被烧，但未提及具体人数。此外，当地互联网和通讯被切断。
28日凌晨5时左右，由于喀什商品交易会正在进行，当地安检比较严格，公安提前发现有暴徒携带了易爆物，暴徒随即与警方发生冲突，其间有暴徒逃脱，并在当天上午煽动更多人袭击镇政府、派出所以及下乡工作组的驻地，并拦截大巴，劫持人质。事态升级后，当地政府紧急抽调公安干警和民兵，对暴徒可能出没的地区进行搜查，对当地通信设施实施管制，截至29日晚，调查和抓捕还在进行中。有消息透露，这伙暴徒多达数百人，在莎车县五地点制造恐袭后，向莎车县荒地镇方向逃窜，武警支队从和田调派90名官兵分两路前往现场处置，其中一路的女子通讯班和勤务班共15人遭到30名暴徒截停车辆并投掷燃烧瓶和炸药包，武警从浓烟中弃车溃逃，2名配枪武警阻拦未果遇害，其余男女武警被包围后脱帽放弃抵抗，被夺去武装（5支电警棍及领队女军官的手枪）后砍杀射杀。 
8月8日，《新疆日报》的后续报道采访了巴楚县巴楚镇卡车司机肉孜·托合提，他正驾车途经李永军夫妇被害的莎车县荒地镇诺其巴扎十字路口，“暴徒把我拉下车，手里拿着砍刀，威胁我不跟他们走就杀掉我”。为自保，他先不出声地跟随暴徒，之后瞅准机会钻进玉米地逃跑了，肩膀被暴徒砍伤。事态稍平静后肉孜·托合提绕回卡车，准备开车时听到附近有小孩哭声。在被害人李永军夫妇轿车的后备厢里，他发现了藏在轿车后备厢里的3岁女儿。抱起孩子时，女孩抱着肉孜·托合提的脖子，哭着说：“蒙面的人打妈妈，我害怕。”之后经众人接力，3岁女孩被送往麦盖提县人民医院。经医生检查，女孩枕骨骨折，背部稍有烫伤，“问题不大”。

### 香港媒体报道
2014年7月30日，《南华早报》报道，28日的袭击中有22名袭击者被击毙，41人被捕，10名平民遇害。同年8月8日，《南华早报》报道了幸存者的回忆，并截取了中央电视台公布的现场录像。

### 欧美媒体报道
2015年4月，德国之声中文网转述法新社報道，当地居民称，7月28日约有500人手持刀、斧等农具在街上游行，最终遭到一群手持突击步枪的军警的袭击。當地居民Mahmouti听到军警先是向人群大喊「后退」，不久后就是连续的枪声，随后断断续续的枪声持续了约一个小时。另一位当地农民Yusup说，去参加示威的人都没有回来，他估计约有1000人失踪。不过法新社强调，采访到的消息难以得到可靠第三方的证实。

## 案件侦破
8月2日，新疆自治区党委召开常委（扩大）会议，正式通报了本次严重暴力恐怖袭击案件情况。案件造成无辜群众37人死亡（其中汉族35人、维吾尔族2人），13人受伤，31辆车被打砸，其中6辆被烧。处置过程中，击毙暴徒59人，抓捕涉案人员215人，缴获“圣战”旗帜以及大刀、斧头等作案工具。
本次暴恐团伙头目努尔买买提（真名努拉买提·萨吾提，莎车县艾力西湖镇人）2013年以来与境外“东伊运”组织勾连，组织人员收听收看暴恐音视频，宣扬民族分裂和宗教极端思想。7月28日凌晨，该团伙成员蒙面手持刀斧袭击艾力西湖镇政府、派出所，被击退。还在巴楚—莎车公路上设置多处路障，分别在10个地点拦截打砸焚烧过往车辆，杀害无辜群众，持刀斧威逼群众参加暴恐活动。途经此地的墩巴克乡乡长吾拉木江·托呼提和乡纪委书记阿不都艾尼·吐尔地严厉斥责暴徒行径，惨遭杀害。
8月7日，央视新闻公布了案件现场视频。
8月9日，《新疆日报》报道，截至8月9日18时，有18名暴恐犯罪嫌疑人自首。
10月13日喀什地区中级人民法院对部分被告人一审判决公开宣判，以组织领导参加恐怖组织罪、故意杀人罪、非法制造爆炸物罪、放火罪、绑架罪、以危险方法危害公共安全罪，判处奥斯曼·阿卜来提、玉苏普·阿不来提、居麦·喀迪尔、麦麦提依明·艾麦尔等12人死刑，剥夺政治权利终身；热合曼·萨德尔等15人死刑，缓期二年执行，剥夺政治权利终身；判处艾力·图尔荪等9人无期徒刑，剥夺政治权利终身；判处阿尔孜古丽·阿曼等20人二十年至四年不等有期徒刑；另有2名被告人被判处缓刑。

## 事件影响
據報導7月28日为穆斯林传统节日肉孜节前一天，受事件影响，新疆维吾尔自治区政府取消肉孜节假期。喀什交易会提前结束。

## 后续事件
7月30日，路透社报道，骚乱延伸至喀什市。
《每日电讯报》报道，喀什市的艾提尕尔清真寺的伊玛目——居玛·塔伊尔大毛拉阿吉在当天清晨礼拜后遭刺杀身亡。其在当地是一个非常有名的人物。位於境外的“世界维吾尔大会”发言人迪里夏提·热西提宣称居玛与中國政府合作监控当地的宗教活动，维吾尔激進勢力怀疑其与中国的安全部门有联系。中国相关知情人士透露，7月28日当局从和田县调武警中队90人分两路前去支援， 负责联络保障任务的女子通讯班和几名勤务兵途中遭到30名暴徒伏击，车辆被炸毁，昏迷车内和受伤下车逃生的男女武警皆被砍杀，造成大部牺牲。另外，烏魯木齊有個22歲的網民“翻牆”發佈關於莎車暴恐案的謠言被刑拘，同时在其筆記本電腦中發現了大量暴恐音視頻和電子書，視頻文件335個，音頻文件12個，電子書127部，這個網民說“7月29號從‘自由亞洲’電台聽到莎車‘出事’的消息，然后又登陸我在境外網站注冊的賬號，搜索發現沒有關於這件事的信息，我就想著自己編一條新聞，發在網上引起人們注意。”
7月31日，居玛·塔伊尔大毛拉阿吉被刺杀身亡一案告破。凶手为图尔贡·吐尔逊、麦麦提江·热木提拉、努尔买买提·阿比迪力米提。警方在拘捕时遭到袭击，击毙2人，抓捕1人。
8月1日上午12时15分至30分，警方在墨玉县普恰克其乡阿克库杜克村剿灭阿不都热合曼团伙。该团伙10人被警方围捕十多天。墨玉县公安局调动特警大队、乡派出所警察、武警，阿不都热合曼团伙使用自制炸弹、投掷石块和燃烧瓶，身上绑着自杀式炸弹，手中挥舞砍刀，高喊“圣战”口号，警方开火，击毙9人，打伤1人。公安民警无人伤亡。3萬余名民眾合力圍捕。
8月8日，暴恐案件中父母双双遇害的孤儿治愈出院，经过亲属商议由外公接回抚养。
9月21日，新疆自治区地方媒体天山網報道：自治區黨委決定對相關責任人黨紀政紀處分，包括：
1. 喀什地委委員、莎車縣委書記何利民撤銷黨內職務、行政降級；
2. 莎車縣委副書記、縣長艾海提·沙依提黨內嚴重警告；
3. 莎車縣委副書記、政法委書記陳強，縣委常委、公安局局長胡彪，縣委常委、統戰部部長阿不都維力·熱孜克免職；
4. 莎車縣委常委、組織部部長岳志剛，縣委常委、紀委書記凱薩山爾·達吾提黨內嚴重警告；
5. 莎車縣艾力西湖鎮黨委書記陰龍，艾力西湖鎮黨委副書記、鎮長阿不力米提·阿不都拉撤職；
6. 喀什市委常委、公安局局長王世信，市委常委、統戰部部長莫合旦·艾山黨內警告；
7. 喀什市公安局政委卡德爾·吾不力、市伊斯蘭教協會副秘書長艾斯卡爾·庫爾班、吾斯塘博依街道辦事處副主任阿地力江·阿布都卡德爾黨內警告；
8. 喀什市多來特巴格鄉派出所所長朱軍、教導員艾斯卡爾·百合提黨內嚴重警告；
9. 喀什市多來特巴格鄉派出所民警買買提熱夏提·熱合曼行政降級。

11月28日13时30分许，一伙暴徒驾乘车辆在莎车县美食街投掷爆燃装置并砍杀群众，造成4人死亡、14人受伤。正在附近巡逻的公安民警击毙暴徒11人。查获爆燃装置、大刀、斧头等。

## 各方反应

### 当地媒体与政府部门
- 2014年7月29日，新华社记者从新疆警方获悉，发生在新疆维吾尔自治区的这场对抗是有组织，有预谋，计划周密，性质恶劣的严重暴力恐怖袭击案件。受伤群众得到有效救治，当地社会秩序正常。[21]

- 2014年8月6日，莎车县百余名各族干部联合声讨7月28日发生的暴恐袭击案，并开始以农民画巡回展方式宣传反对暴力恐怖。此外还通过宣传车高音喇叭宣传[30]。克孜勒苏柯尔克孜自治州各级政府官员也对这起袭击案发起强烈谴责。时任州公安局党委书记、局长高琪表示要“集全警之智、举全警之力， 严厉打击暴力恐怖行径，让各族人民群众过上安乐祥和的日子[31]。”州首府阿图什市松他克乡党委书记林茂盛：“暴恐分子选择在肉孜节前制造事端，蓄意将暴恐活动和民族宗教挂钩，用心险恶，这是反人类、反社会的残暴本性[31]。”

### 海外
- 美国维吾尔人协会声称官方限制今年的斋月活动，引发了28日早晨在政府大楼和警察局门前的抗议。并声称7月18日，“官方开枪打死了一家维吾尔族人，引发民愤”。[32]此外，协会认为事件中至少有20人被杀害，70人被捕。[33]

- 世界维吾尔代表大会声称死者中至少有13名警察和20名维吾尔人。[21]

## 类似事件
7月24日，警方接群众举报，盘查时，11人极端宗教人士与警方冲突，警方查获16枚自制炸弹，阿布都外力·塔里甫被抓获，几名女性自爆，其他人逃到玉米地被击毙。他们的5个孩子被丢弃在玉米地，最大的两岁半，最小的只有7个月。